# 1876年9月17日日食
1876年9月17日日食为一次在协调世界时1876年9月17日出現的日全食。該次日食食分為1.0220，食甚維持1分53秒。

## 概述
這次日食的食分是1.0220，全食維持1分53秒。

## 基本參數
- 類型：日全食
- 食甚資料：
  - 日期：1876年9月17日
  - 時間：21時49分15秒
  - 地點：25S 164W
  - 食分：1.0220
  - 日全食持續時間：1分53秒

## 外部連結
- NASA日食專頁（页面存档备份，存于）（英文）